# Raúl Montaña
Raúl Alexander Montaña Herrera (nascido em 22 de setembro de 1971) é um ex-ciclista de estrada colombiano. Representou seu país, Colômbia, no ciclismo nos Jogos Olímpicos de Verão de 1996.